# 12e législature de la Colombie-Britannique

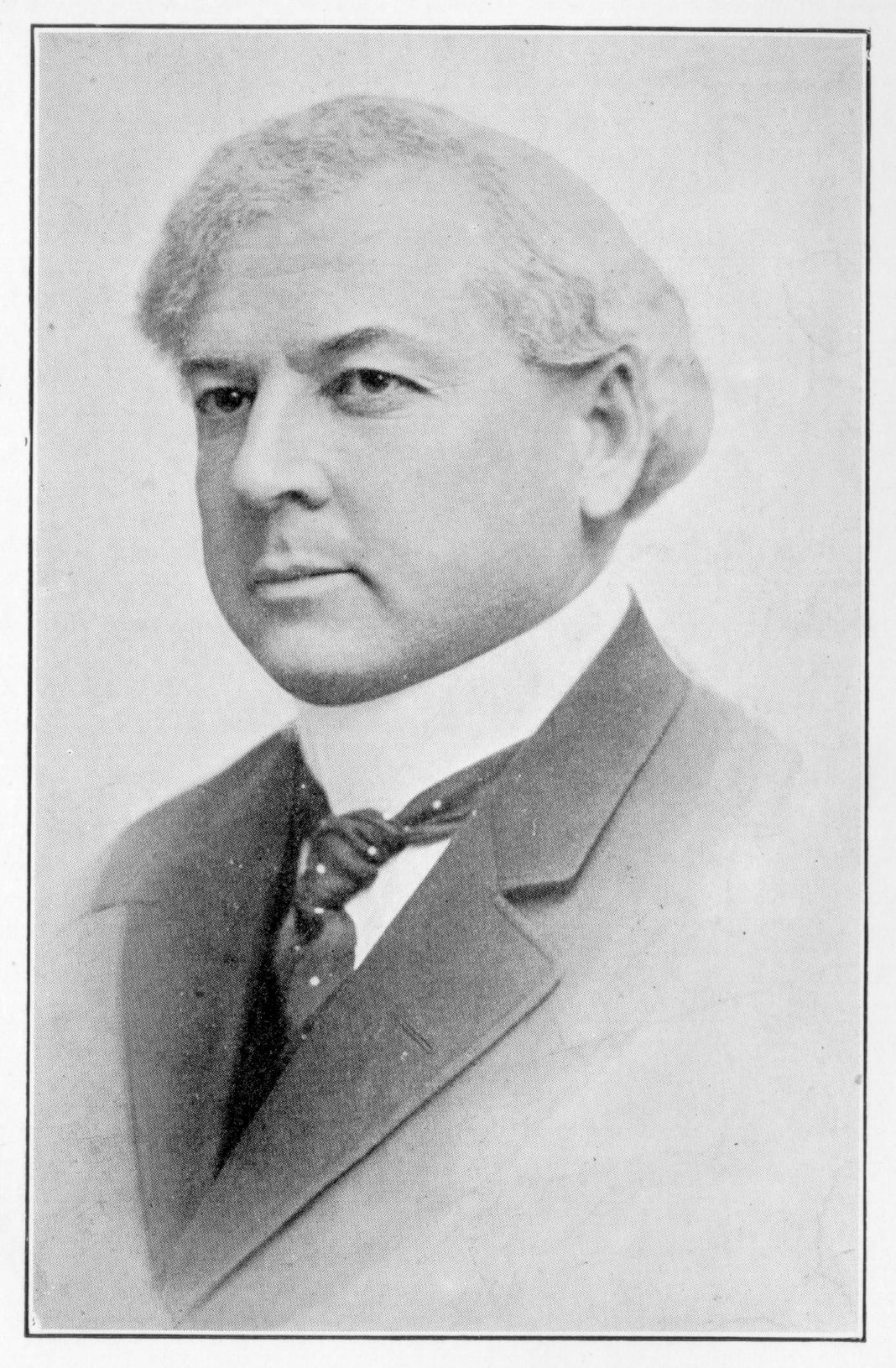
Richard McBride, premier ministre (1903-1915)

La 12e législature de la Colombie-Britannique a siégé de 1910 à 1912. Ses membres sont élus lors de l'élection générale de 1909 (en). Le Parti conservateur de la Colombie-Britannique dirigé par Richard McBride remporte l'élection et forme un gouvernement majoritaire.
David McEwen Eberts est président de l'Assemblée pendant toute la durée de la législature.

## Membre de la 12elégislature
| Député | Député                           | Circonscription      | Parti        |
| ------ | -------------------------------- | -------------------- | ------------ |
|        | Harlan Carey Brewster            | Alberni              | Libéral      |
|        | Henry Esson Young                | Atlin                | Conservateur |
|        | Michael Callanan                 | Cariboo              | Libéral      |
|        | John Anderson Fraser             | Cariboo              | Libéral      |
|        | Samuel Arthur Cawley             | Chilliwhack          | Libéral      |
|        | Henry George Parson              | Columbia             | Conservateur |
|        | Michael Manson                   | Comox                | Conservateur |
|        | William Henry Hayward            | Cowichan             | Libéral      |
|        | Thomas Donald Caven              | Cranbrook            | Conservateur |
|        | Francis James Anderson MacKenzie | Delta                | Conservateur |
|        | William J. Manson                | Dewdney              | Conservateur |
|        | John Jardine                     | Esquimalt            | Libéral      |
|        | William Roderick Ross            | Fernie               | Conservateur |
|        | Ernest Miller                    | Grand Forks          | Conservateur |
|        | John Robert Jackson              | Greenwood            | Libéral      |
|        | Albert Edward McPhillips         | The Islands          | Libéral      |
|        | James Pearson Shaw               | Kamloops             | Conservateur |
|        | Neil Franklin MacKay             | Kaslo                | Conservateur |
|        | Archibald McDonald               | Lillooet             | Libéral      |
|        | James Hurst Hawthornthwaite      | Nanaimo City         | Socialiste   |
|        | Harry Wright                     | Nelson City          | Conservateur |
|        | Parker Williams                  | Newcastle            | Socialiste   |
|        | Thomas Gifford                   | New Westminster City | Conservateur |
|        | Price Ellison                    | Okanagan             | Conservateur |
|        | Thomas Taylor                    | Revelstoke           | Conservateur |
|        | Francis Lovett Carter-Cotton     | Richmond             | Conservateur |
|        | William Robert Braden            | Rossland City        | Conservateur |
|        | David McEwen Eberts              | Saanich              | Conservateur |
|        | Lytton Wilmot Shatford           | Similkameen          | Conservateur |
|        | William Manson                   | Skeena               | Libéral      |
|        | William Hunter                   | Slocan               | Conservateur |
|        | William John Bowser              | Vancouver City       | Conservateur |
|        | Alexander Henry Boswell MacGowan | Vancouver City       | Conservateur |
|        | George Albert McGuire            | Vancouver City       | Conservateur |
|        | Charles Edward Tisdall           | Vancouver City       | Conservateur |
|        | Henry Holgate Watson             | Vancouver City       | Conservateur |
|        | Henry Frederick William Behnsen  | Victoria City        | Conservateur |
|        | Frederick Davey                  | Victoria City        | Conservateur |
|        | Richard McBride                  | Victoria City        | Conservateur |
|        | Henry Broughton Thomson          | Victoria City        | Conservateur |
|        | Richard McBride                  | Yale                 | Conservateur |
|        | James Hargrave Schofield         | Ymir                 | Conservateur |

Notes:
1. 1 2  Élu simultanément dans Victoria et dans Yale; décide de conserver Victoria

## Répartition des sièges
| Parti    | Parti        | Député(s) |
| -------- | ------------ | --------- |
|          | Conservateur | 38        |
|          | Libéral      | 2         |
|          | Socialiste   | 2         |
| Total    | Total        | 42        |
| Majorité | Majorité     | 34        |

## Élections partielles
Durant cette période, une élection partielle était requise à la suite de la nomination d'un député au cabinet.
- William Roderick Ross, ministre des Terres[4], élu le 26 novembre 1910

D'autres élections partielles ont été tenues pour diverses autres raisons:
| Circonscription | Député          | Parti        | Élection         | Motif                                                                             |
| --------------- | --------------- | ------------ | ---------------- | --------------------------------------------------------------------------------- |
| Yale            | Alexander Lucas | Conservateur | 12 décembre 1910 | R. McBride démissionne de son siège; élu simultanément dans Victoria City et Yale |

Notes:
1. ↑  Sans opposition

## Autre(s) changement(s)
- John Jardine (Libéral), se rallie aux Conservateurs en 1911[1],[5].